# Melnica (Čaška)

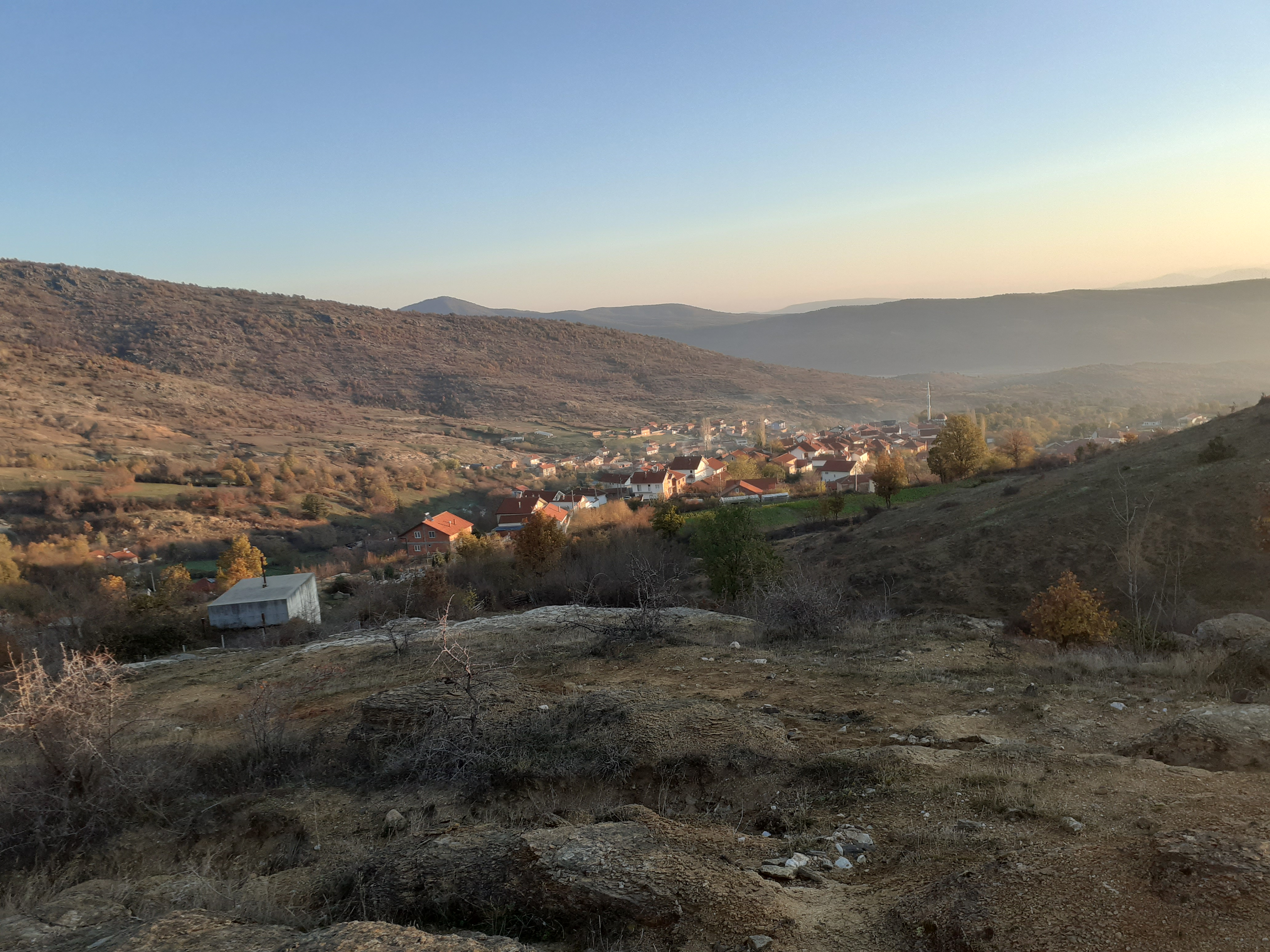
Blick auf Melnica

Melnica (mazedonisch Мелница) ist ein Dorf in Mazedonien. Es gehört zur Gemeinde Čaška. Die nächstgelegene Großstadt ist Veles.
2002 lebten 743 Einwohner in Melnica, wobei es sich hauptsächlich um Türken (378) und Mazedonier (304) handelte.

## Geschichte
1927 führte der Forscher Leonhard Schultze Melnica auf seiner Karte Mazedoniens auf und ordnete es als freies Dorf mit Zugehörigkeit zu den Mohammedanischen Bulgaren (Pomaken) ein.